# Pepe Reveles
José Reveles conocido como Pepe Reveles es un periodista mexicano (Ciudad de México, 1944) que se especializa en investigar violaciones de derechos humanos. Reconocido con el Premio Nacional de Periodismo por sus más de 50 años de trayectoria en 2017 y en el 2001 y 2023 en la categoría de reportaje. Su más reciente libro se titula Necropolítica y Narcogobierno.
Durante su trayectoria profesional sus investigaciones han versado sobre el movimiento estudiantil de 1968, desaparecidos políticos, el nacimiento de la guerrilla en México a finales de los 60 y principios de los 70, los problemas campesinos en tiempos del populismo echeverrista, seguridad pública y nacional, militarismo, inocentes en prisión y derechos humanos. Fue el primer coordinador de la Cátedra Miguel Ángel Granados Chapa de la Universidad Nacional Autónoma de México.
Se graduó de la Escuela de Periodismo Carlos Septién García en 1967. Inició como reportero en el “Centro Nacional de Comunicación Social” (CENCOS). En abril de 1991 cofundó la revista Filo Rojo, especializada en derechos humanos así como De Par en Par. En julio de 1976 abandona el diario Excélsior, junto a su director Julio Scherer y más de 200 colaboradores producto de un golpe de Estado desde el gobierno de Luis Echeverría para fundar la revista Proceso, en donde fue jefe de información, en sus primeros años. También funda la agencia de noticias CISA. Así como se desempeñó como editor de la revista Mexicana de Comunicación, Contralínea y Zócalo. 
Mientras que su trabajo ha sido publicado en La Prensa, Novedades, El Financiero, W Radio, Contralínea, Capital México, Revista Mexicana de la Comunicación, Variopinto, Revista Zócalo, Proceso. Cuenta que la función social del periodista le fue inculcada por sus maestros, entre ellos Miguel Granados Chapa. 
Es conocido en el gremio periodístico por su solidaridad con sus colegas. Se ha pronunciado públicamente contra la violencia que viven periodistas en México. 

### Obra
- Una cárcel mexicana en Buenos Aires (1980)
- La Quina, el lado oscuro del poder (1989)
- El cártel incómodo: El fin de los Beltrán Leyva y la hegemonía del Chapo Guzmán
- El Chapo: entrega y traición
- Mirando a los ojos de la muerte: Lo mejor de Pepe Reveles
- Levantones, narcofosas y falsos positivos
- Las manos sucias del PAN: historia de un atraco multimillonario a los más pobres
- Échale la culpa a la heroína: de Iguala a Chicago
- Narcoméxico
- El affair Cassez: La indignante invención de culpables en México
- Las historias más negras de narco, impunidad y corrupción en México